# Hotspot Shield
Hotspot Shield是由AnchorFree開發的一款免費（但去广告收费）的VPN代理軟件。Hotspot Shield的最初作用是保證網絡安全和保護網絡隱私，它通过自动搜索Wi-Fi网络来实现加密网络传输。基于这种特点，Hotspot Shield也可用來作為破網軟件，访问受到屏蔽的网站，有时速度上不够快。
VPN（虚拟私人网络）通俗地说，就是把两个以上的局域网变成同一个局域网，大家可以共同实现各自网内的资源的共享，就好像在同一个网内。借助VPN技术，Hotspot Shield可以隐藏用户的IP地址，同时又可以使用户像使用代理服务器那样跨越了网络的国界限制，从而访问任何网站。
此软件同时有 iOS 版，目前 iOS 需付费并能够正常连接，Windows 版在中国大陆地区受到GFW屏蔽其服务器而有时无法连接使用，最新版本已经在一定程度上解决了这个问题。

## 收费
Hotspot Shield 提供免费但是有广告的 VPN 服务，同时也提供收费的“Elite 服务”。费用为$29.95/年不等。用户可从其官网或 App 内购来购买此服务。